# 아우슈비츠 의정서

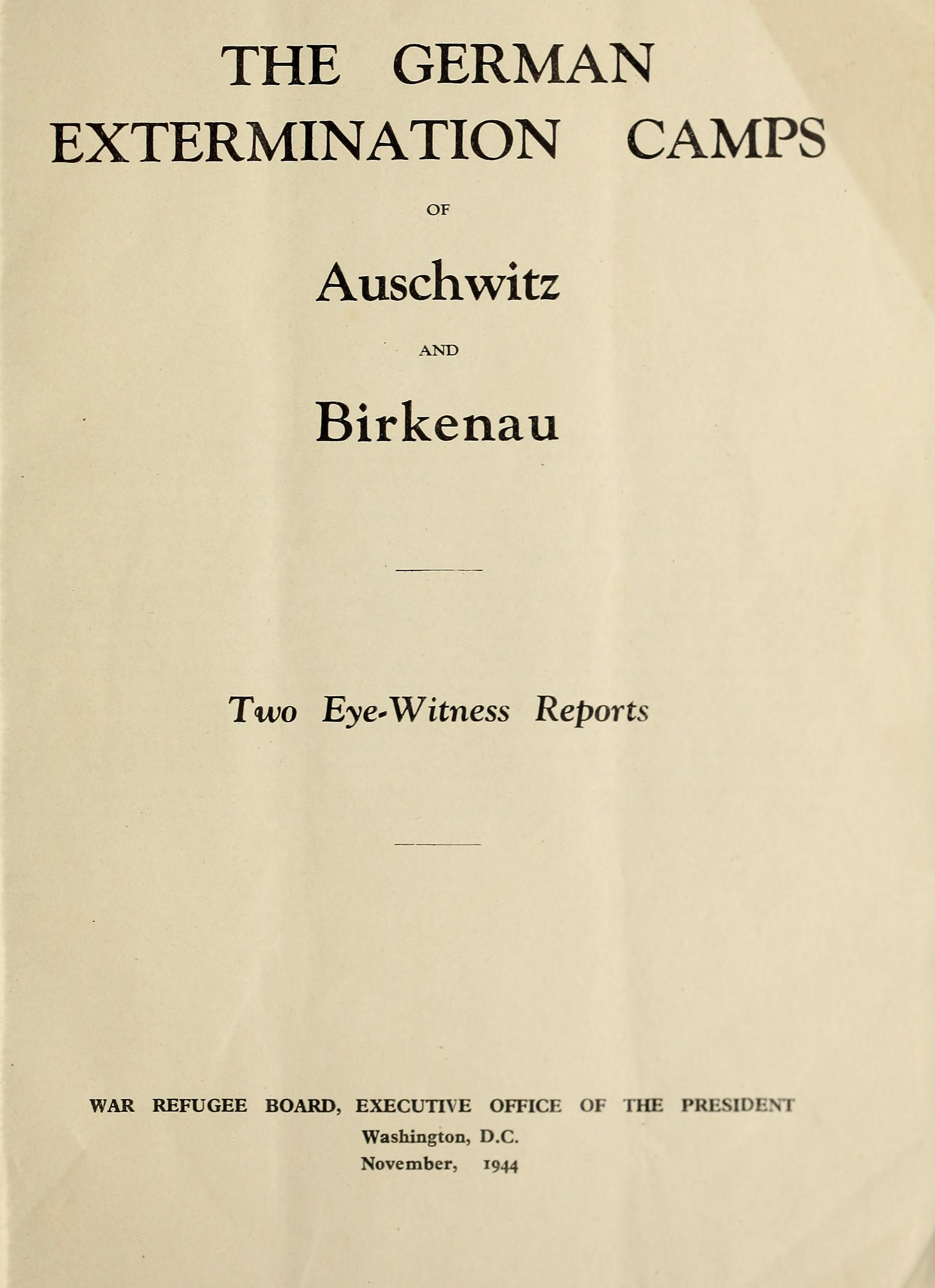
아우슈비츠와 비르케나우의 독일인 학살 수용소 - 제목 페이지, 1944년 11월

아우슈비츠 보고서 로도 알려진 아우슈비츠 의정서는 원래 아우슈비츠와 비르케나우의 절멸 수용소 로 출판되었으며, 1943년부터 1944년까지 독일의 아우슈비츠 강제 수용소 에서 일어난 대량 학살에 대한 세 명의 목격자 기록을 모아 놓은 것이다. 제2차 세계대전 당시 폴란드를 점령했다. 목격자 기록은 개별적으로 Vrba–Wetzler 보고서, Polish Major 보고서 및 Rosin-Mordowicz 보고서로 알려져 있다.

## 설명
보고서는 수용소를 탈출한 포로들이 작성했으며 연대순이 아닌 서방 연합군의 관점에서 중요한 순서로 제시되었다. 보고서를 작성한 탈북자는 Rudolf Vrba 와 Alfred Wetzler ( Vrba–Wetzler 보고서 )였다. Arnošt Rosin 및 Czesław Mordowicz (Rosin-Mordowicz 보고서); 및 Jerzy Tabeau ("폴란드 소령의 보고서").
Vrba-Wetzler 보고서는 1944년 4월 브라티슬라바 실무 그룹 에 의해 널리 배포되었으며 루마니아 외교관 Florian Manoliu의 도움으로 부다페스트의 Moshe Krausz 로부터 얻은 보고서 또는 요약은 비극적으로 많은 지연을 거쳐 George Mantello (Mandl)에게 도달했다., 스위스 주재 엘살바도르 대사관 제1서기관, Manoliu를 통해 Mantello에게 가져왔다. Mantello는 이를 기밀로 유지해 달라는 Rudolf Kasztner 의 요청에도 불구하고 즉시 이를 공개했다. Rudolf는 17세에 슬로바키아에서 유태인 집단 이주 명령에 따라, 나찌의 유태인 집단학살로 유명한 아우슈비츠 수용소로 이송되어 1942년에서 1944년까지 약 2년간 지내다가 탈출에 성공하였다. 그는 탈출 후 유태인 조직의 도움으로 아우슈비츠의 실상이 전세계에 알려지도록 했으며, 이후 전범 재판에 증인으로 나서 유태인 학살 잔학행위에 연관된 사람들의 처벌에 앞장섰다.  이 책은 아우슈비츠에서 벌어진 일을 상세히 묘사하고, 그가 어떻게 탈출에 성공했는지, 탈출 후에 어떻게 아우슈비츠의 실상을 외부로 알렸는지 설명한다. 그가 수용소에 있던 2년동안 1,750,000명이 죽었다고 진술했는데, 나치의 유태인 말살 정책의 일환으로 아우슈비츠에서 200~300만명이 죽은 것으로 추정된다.

이로 인해 스위스에서는 대규모 시위가 일어났고, 스위스 교회에서는 유대인의 비극적인 곤경에 대한 설교가 촉발되었으며, 유대인에 대한 잔학 행위에 항의하는 약 400개의 헤드라인이 실린 스위스 언론 캠페인이 시작되었다. 스위스에서 발생한 전례 없는 사건과 기타 고려 사항으로 인해 루즈벨트 대통령, 윈스턴 처칠 등은 헝가리의 섭정 미클로스 호르티 (Miklós Horthy)에 대한 보복 위협을 가했다. 이것은 Horthy가 헝가리의 죽음의 수용소 수송을 중단하도록 설득한 주요 요인 중 하나였다.
전체 보고서는 1944년 11월 26일 미국 전쟁 난민 위원회 에 의해 7개월 지연되어 The Extermination Camps of Auschwitz (Oświęcim) and Birkenau in Upper Silesia라는 제목으로 출판되었다. 이 문서는 뉘른베르크 재판 에서 문서 번호 022-L로 증거로 제출되었으며 뉴욕 하이드파크에 있는 프랭클린 D. 루즈벨트 대통령 도서관 및 박물관 의 전쟁난민위원회 기록 보관소에 보관되어 있다.
아우슈비츠 의정서 라고 언제 처음 불렸는지는 알려지지 않았지만, 랜돌프 L. 브라함(Randolph L. Braham)이 처음으로 그렇게 불렀을 것이다. 그는 대량 학살의 정치: 헝가리의 홀로코스트 (1981)의 문서에 이 용어를 사용했다.

## 목차
| 홀로코스트에 관한 일련의 기사 |
| Vrba–Wetzler 보고서 연대표 |
| 아우슈비츠 2로 향하는 주요 철도선로 |
| 연대표 1942 13 April 아우슈비츠로 끌려간 알프레드 베츨러 20 June 카지미에르츠 피에초스키가 탈출하여 폴란드 본국군에게 정보를 전달 30 June 루돌프 브르바가 아우슈비츠로 끌려감 July 디오니스 레나드는 마다가네크에서 탈출하여 브라티슬라바 워킹 그룹의 인터뷰 2 November Kazimirez Halori는 탈출하여 폴란드 사회당에 정보를 전달 December 또 다른 폴란드 탈출자인 나탈리아 자렘비나가 1943년(런던) 영어로 출판한 "아우슈비츠 – 죽음의 캠프". 1943 27 April 위톨드 필레키가 탈출 위톨드의 보고서는 OSS에 의해 제출 May 폴란드 내무군 소속 스타니슬라브 치빈스키(Stanislaw Chybinski)가 탈출하여 "아우슈비츠의 스냅샷" 보고서를 편집 19 November Jerzy Tabeau와 Roman Cieliczko는 탈출. 그들의 1944년 1월 보고서는 "폴란드 소령의 보고서"로 알려짐 March 1944 19 March - 독일이 헝가리를 침공 22 March 워싱턴포스트와 뉴욕 헤럴드 트리뷴은 아우슈비츠의 가스실과 화장실의 존재를 보도 April 1944 5 April 지그프리드 레더러는 테레지엔슈타트와 적십자의 유대인들에게 아우슈비츠 내부의 대량 살인에 대해 경고하기 위해 탈출 7–11 April Vrba와 Wettzler가 탈출 22 / 23 April Vrba와 Wettzler는 슬로바키아 질리나에 도착 24 April Vrba와 Wettzler는 Bratislava Working Group의 오스카 노이만 박사를 만남 27 April Vrba-Wettzler 보고서의 독일어 번역 완료. 28 April 헝가리 유대인들의 첫 기차가 아우슈비츠로 떠납 c. 28 April 원조 및 구조 위원회의 Rezs ő Kasztner는 보고서를 입수하여 헝가리 외무부 관리인 Geza Soo에게 보고서 사본을 주고, Soo는 Joszef Elias에게 그것을 주고, Elias의 비서는 그것을 헝가리어로 번역하여 헝가리 관리들을 위해 6부를 준비 |

- Vrba-Wetzler 보고서 ("Auschwitz Protocols"라는 용어는 때때로 이 보고서를 지칭하는 데 사용됨), 1944년 4월 24일경 아우슈비츠에서 탈출한 슬로바키아 수감자 두 명인 Vrba와 Wetzler의 이름을 따서 작성된 33페이지 분량의 보고서이다. 1944년 4월.[6] 의정서 에서는 33페이지 분량으로 "No 1. 상부 실레지아의 아우슈비츠(오쉬비엥침)와 비르케나우 학살 수용소"라고 불렸다.[7][8]
- Rosin-Mordowicz 보고서는 1944년 5월 27일 아우슈비츠에서 탈출한 슬로바키아 수감자 Arnošt Rosin과 Czesław Mordowicz의 7페이지 분량의 보고서이다[6] 이는 Vrba–Wetzler 보고서의 추가 장 "III. Birkenau"로 제시되었다.[7]
- Jerzy Wesołowski라는 가명으로 아우슈비츠에 있었고 1943년 11월 19일 Roman Cieliczko와 함께 탈출한 Jerzy Tabeau (또는 Tabau)가 작성한 "폴란드 소령의 보고서"이다. Zoltán Tibori Szabó는 Tabeau가 1943년 12월부터 1944년 1월 사이에 자신의 보고서를 편집했다고 썼다. 1944년 8월 제네바에서 스텐실 기계를 사용하여 복사되었으며, 폴란드 망명 정부 와 유대인 단체에 의해 배포되었다.[9] 이는 의정서 에 19페이지 분량의 "No 2. Transport (폴란드 소령의 보고서)"로 제시되었다.[7]

의정서 의 내용은 1944년 11월 26일 The New York Times 에서 자세히 논의되었다

## 보충자료
- 폴란드 흑서 - 점령된 폴란드에서 나치의 잔혹행위에 관한 1942년 보고서
- 카르스키의 보고서 - 점령된 폴란드의 상황을 설명하는 1939-1942년 일련의 보고서
- Pilecki의 보고서, 일명 Witold의 보고서 - Witold Pilecki 가 1943년에 작성한 아우슈비츠에 대한 보고서
- 폴란드 백서 - 1940년 및 1941년에는 1939년 전후의 폴란드-독일 관계에 대해 보고한다.
- 라친스키의 메모 – 1942년 12월 나치의 유대인 학살에 관한 폴란드 외무부 장관의 메모

## 추가 자료
- Braham, Randolph L. (1981). 《The Politics of Genocide: The Holocaust in Hungary》 2011판. Columbia University Press.
- Świebocki, Henryk (2013). “Informing the world about Auschwitz”. 《Memorial and Museum Auschwitz-Birkenau》.